# Mcvaughia bahiana
Mcvaughia bahiana är en tvåhjärtbladig växtart som beskrevs av W.R. Anderson. Mcvaughia bahiana ingår i släktet Mcvaughia och familjen Malpighiaceae. Inga underarter finns listade i Catalogue of Life.